# Christmas for you
Christmas for you è l'ottavo album del pianista Giovanni Allevi, pubblicato il 19 novembre 2013 dall'etichetta discografica Sony Music.

## Tracce
1. White Christmas - 02:19
2. Santa Claus is comin' to town - 02:36
3. Ave Maria (orig. J.S. Bach - Ch. Gounod) - 04:14
4. Jingle Bells - 02:01
5. Silent night - 03:15
6. Silent night - variation - 02:03
7. O Tannenbaum - 03:56
8. Adeste fideles - 03:20
9. Feliz Navidad - 03:34
10. Greensleeves - 04:30
11. Auld Lang Syne - 04:32
12. Oh Happy Day - 04:04
13. Lullaby - op. 49 n° 4 (orig. J. Brahms) - 03:23
14. Te Deum (orig. Marc-Antoine Charpentier) - 02:26
15. Prelude - Suite n° 1 in G major (orig. J.S. Bach) - 02:31
16. Christmas for you - 03:37

## Classifiche
| Classifica                     | Massima posizione raggiunta |
| ------------------------------ | --------------------------- |
| Classifica italiana album FIMI | 16                          |

### Andamento nella classifica italiana
| Posizione | 23 | 31 | 24 | 16 | 18 | 18 | 40 |